# Limnophora argentitriangula
Limnophora argentitriangula este o specie de muște din genul Limnophora, familia Muscidae, descrisă de Xue și Wang în anul 1985. Conform Catalogue of Life specia Limnophora argentitriangula nu are subspecii cunoscute.